# Firezone
Firezone is een keten van onbemande tankstations die in 2002 werd opgericht door Salland Olie Maatschappij B.V., dat is gevestigd in Kampen en daarnaast ook Texaco exploiteert. In december 2011 werd het honderdste Firezonestation geopend in Zwolle. Concurrenten van Firezone op de onbemande tankmarkt zijn Tinq, Tango CV en AVIA. Het bedrijf voert een opvallend logo dat een bougie verbeeldt. Firezone maakt in zijn reclame-uitingen gebruik van weerman Piet Paulusma.

## Einde van veel Firezone locaties
Tussen 2018 en 2020 kwam er een einde aan veel Firezone tankstations, door fusies, overnames en verkopen. Firezone-locaties werden onder meer omgebouwd naar Esso Express en Argos.
Agip (Eni) · Aral · Argos Oil · AVIA · BP · Esso · Gulf Oil · IQ-Diskont · JET · LUKoil · MOL · OCTA+ · OK Nederland · OMV · Orlen · Preem · Q8 · Repsol · Shell · Statoil · Tamoil · Texaco · Total

Onbemande tankstations in België en Nederland: AVIA Xpress · amiGo · DATS 24 · Esso Express · Firezone · OK Express · Q8 Easy · Shell Express · Tamoil Express · Tango · Tinq · Total Express